# نفقات (من الأفضل الاتصال بسول)
«نفقات» (بالإنجليزية: Expenses)‏ هي الحلقة السابعة للموسم الثالث من مسلسل إيه إم سي التلفزيوني الدرامي من الأفضل الاتصال بسول، المسلسل يُعتبر بادئة من مسلسل اختلال ضال. تم بث الحلقة في 22 مايو 2017 على قناة إيه إم سي بالولايات المتحدة. خارج الولايات المتحدة، تم عرض الحلقة لأول مرة على خدمة البث نتفليكس في عدة بلدان.

## الاستقبال

### التقييمات
عند بثها، تلقت الحلقة 1.65 مليون مشاهد أمريكي، ونسبة 18-49 من 0.7.

## وصلات خارجية
- «نفقات» على إيه إم سي (بالإنجليزية)
- «نفقات» على قاعدة بيانات الأفلام على الإنترنت (بالإنجليزية)